# Фротингем, Джеймс
Джеймс Фротингем (англ. James Frothingham; 1786, Чарльзтаун — 6 января 1864, Бруклин, Нью-Йорк) — американский художник-портретист.

## Биография
Родился в 1786 году в Чарльзтауне, штат Массачусетс.
Начал работать как художник по раскрашиванию фаэтонов на фабрике своего отца. В Бостоне учился у Гилберта Стюарта. В 1888 году журнал The Atlantic Monthly описал его как «талантливого портретиста», добавив, что Фротингему очень помогли критика и поддержка Стюарта.
Часть своих работ Джеймс Фронтингем создал в Сейлеме, Массачусетс, в том числе богатого купца Элиаса Дерби. Фротингем конкурировал своими работами с региональным художником Честером Хардингом и в 1826 году переехал в Бруклин в Нью-Йорке. В 1828 году он был избран ассоциированным членом Национальной академии дизайна, а в 1831 году стал её полноправным академиком.
Умер 6 января 1864 года в Бруклине. Его дочь Сара тоже стала художницей.
Джеймс Фронтингем был предметом портретного бюста Джоанны Куаинер. Его собственный её портрет хранится в публичной библиотеке в Беверли, штат Массачусетс.

Некоторые работы
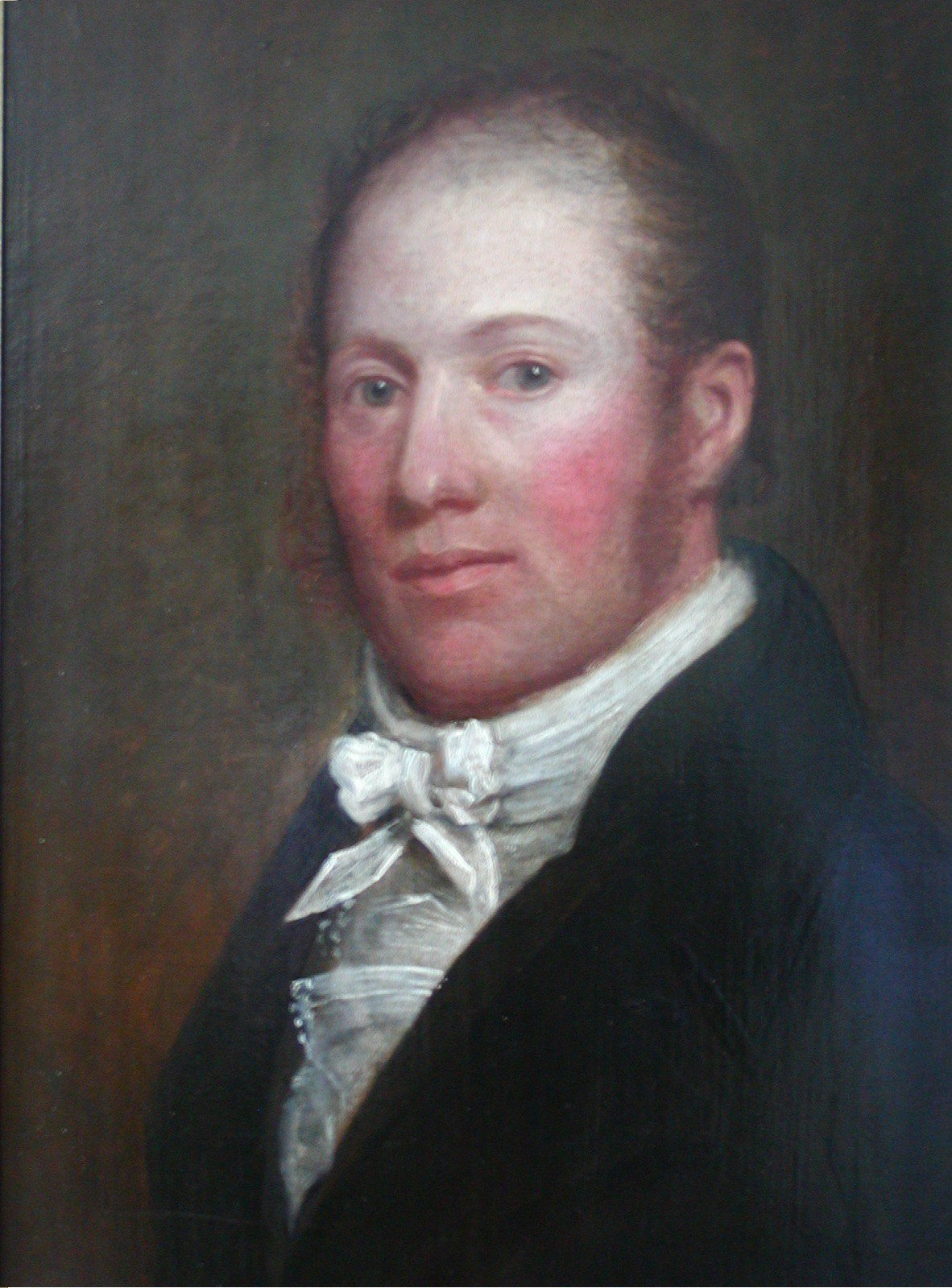
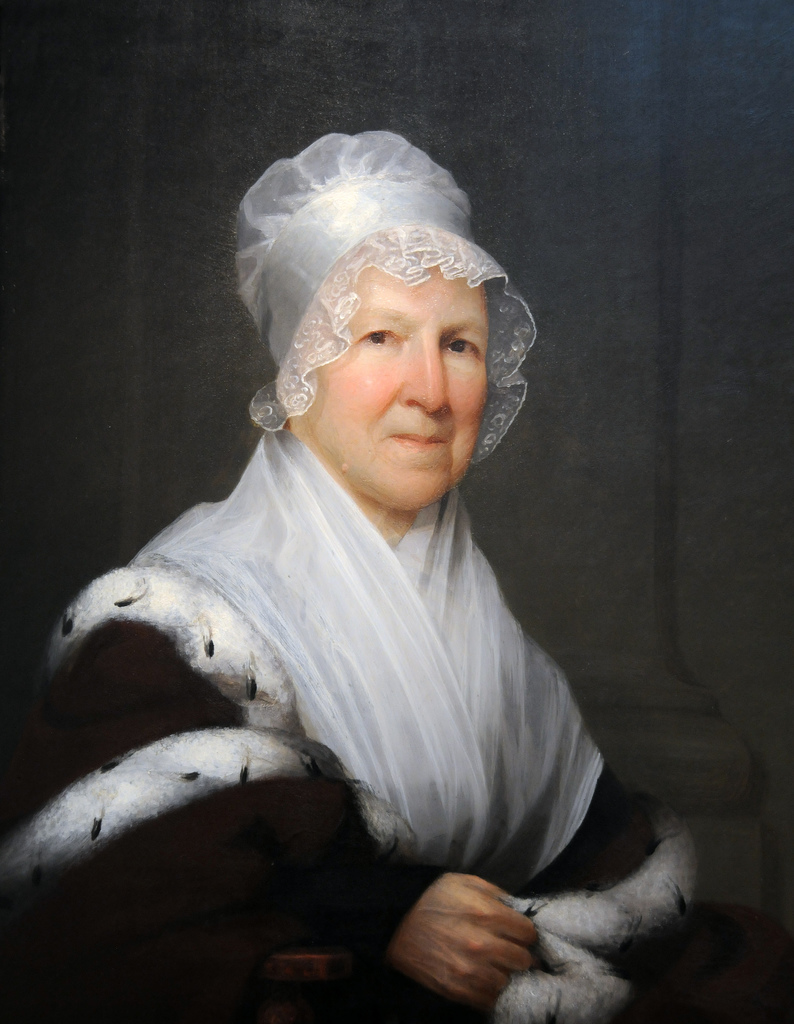
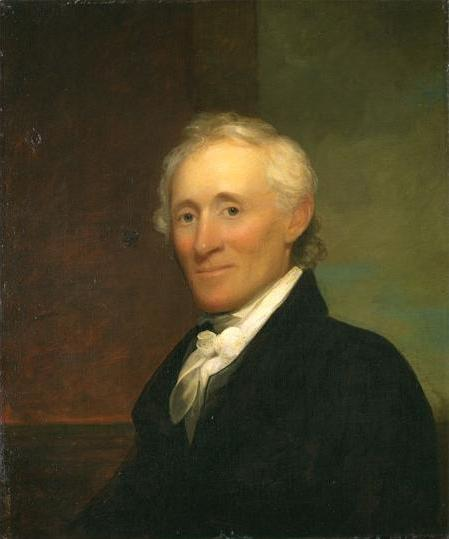